# BlackBerry Internet Service
BlackBerry Internet Service（ブラックベリーインターネットサービス、BIS）は、ブラックベリーが提供するBlackBerryといわれ、情報管理能力が高く優れている事からPCを小型にし通話機能を付帯したスマートフォンソリューションのひとつ。主に企業を対象としたサービスから始まり、2015年現在では、米国のオバマ大統領から愛用され、世界各国の政府関係者・公務員・個人でも契約が可能であり、個人事業主などもターゲットとしている。通常のPOPメール、IMAPメール、Webメールが簡易にBlackBerry端末で送受信ができる。プッシュ型電子メール方式により着信がサーバー側より通知される。さらに、大企業向けのサービスとしてBlackBerry Enterprise Service (BES) がある。日本では2008年8月よりNTTドコモがサービスを提供しているが、2015年11月30日をもって新規受付を終了し、2017年3月31日限りでサービスを終了する予定である。

## 仕様
主に法人向けのサービスであるBESが、企業のメールやPIMをクローズな環境で同期をとることに対して、こちらはインターネット上のメールサーバーやメッセンジャーサーバなどと連携するサービスで、主に以下のような機能がある。

### メール機能
BlackBerryメール、POP・IMAPメールと一部WebメールをBlackBerry端末によって送受信することが可能なサービスで、外出先から自宅や会社のメールを送受信することが可能になる。またメールBOXにメールが着信すると、プッシュ型電子メールにより、着信音やバイブレーションで、メールの着信を知らせてくれる。メールに添付ファイルがついている場合、最初は2Kbytesずつダウンロードされるため、不要な添付ファイルを閲覧しなくてよいという特徴がある。BlackBerry用の専用のメールアドレスが1つ付与される。その他10個のPOP・IMAP・Webメールのアカウントを利用することができる。
BlackBerryメール
xxxx.Blackberry.com（NTTドコモの場合：docomo.blackberry.com）というドメインのメールアカウントを1つ取得することができる。ただし、このドメイン名でのPC（Microsoft Outlookなど）でのメールの送受信はできない。IMAPメールを利用しており、サーバに保存されるのは30日。
POP、IMAPメール
POP3：IMAP4のメールの送受信が可能。1つのBlackBerry端末につきPOPメールとWebメールとあわせ10アカウントまで利用することができる。企業などのメールを利用するためには、POP、IMAPなどのポートの開放が必要となる。
Webメール
一部プロバイダが提供しているWebメールをBlackBerry端末で送受信することが可能。Gmailは独自のアプリケーションも提供している。Gmail、Hotmail、Yahoo!メール、Livedoor メールなどに対応。GmailとHotMailに関してはRIM社とのかかわりが強く、ほぼリアルタイムでメールがプッシュされたり、ブラウザ上でのGmailの送信履歴が、BlackBerry上で反映される。
iモードメール
2010年12月1日より、spモードメールに対応し、@docomo.ne.jpのアドレスが利用可能になる。対象機種はBlackBerry Bold 9700とBlackBerry Curve 9300以降の機種。spモードとの重複契約が必要となるが、ISPセット割が適用されるため、実質の負担額は0円となる。

### メッセンジャー機能
PINメッセージ、BlackBerryメッセンジャーやGoogle トーク、Yahoo! Messenger、Windows Live メッセンジャー、AOL Instant Messengerなどといったアプリケーションを使って、メッセージのやり取りをすることができる。メール機能と同様にメッセージが着信すると、着信音やバイブレーションにより、メッセージの着信を知らせてくれる。BlackBerryメッセンジャーはBlackBerry同士であれば複数人でメッセージのやりとりを行うことができる。
また2009年10月9日にBlackBerry Messengerがバージョンアップし、アドレス帳、スケジュールのバックアップや、画像の共有、スケジュールの共有が可能となった。

### Web
ブラウザを使いWebを閲覧することが可能。一部Javaやスタイルシートに対応しているが、Flashには対応していない。Opera Miniといったサードパーティブラウザをインストールし利用することも可能。また動画サイトなどはRIM社のサーバを経由した通信では利用ができず、他プロバイダや無線LANを経由して通信を行う必要がある。それに伴いNTTドコモではBlackBerry公衆無線LANサービス（315円/月）が提供されている。

### PIM同期
DesktopManagerというソフトを使い、PCのMicrosoft OutlookやOutlook Expressと同期をとることが可能。Google SyncというGoogle社提供のアプリケーションを使い、Googleカレンダーなどとリモートで同期を取ることも可能。2009年10月9日よりBlackBerry Messengerがバージョンアップし、BlackBerryメッセンジャーによってアドレス帳のバックアップやスケジュールの共有が可能となった。

### アプリケーション
- BlackBerry app Worldなどのアプリケーションポータルから様々なアプリケーションをダウンロードし利用することができる。またNTTドコモからもドコモアプリサイトといわれるアプリケーションポータルが提供されており、こちらはアプリの数は多くないが、日本語中心のアプリケーションを利用できる。
- 地図（GPSとの連携が図れGoogle マップ、NAVITIMEなどと連携が図れる）
- ニュース・スポーツ・ゲームなどのアプリが利用可能[4]。
- Twitter、Facebook、mixiといったSNSのアプリケーションが利用できる。

## 利用料金
利用料金は490円/月となる。そのほかspモードやiモードと組み合わせることで、ISPセット割に対応する。

## 歴史
- 2008年8月よりNTTドコモによりサービス開始。
- 2009年10月9日にBlackBerry Messengerがバージョンアップ
- 2010年6月より、BlackBerry App Worldが利用可能となる。
- 2010年12月1日よりspモードに対応し、NTTドコモのiモードメールが利用可能となる。
- 同じく2010年12月1日よりWebフィルタリングサービスが対応となる[5]。